# Reugney
Reugney település Franciaországban, Doubs megyében. Lakosainak száma 269 fő (2022. január 1.). Reugney Chantrans, Amathay-Vésigneux, Bolandoz, Levier és Silley-Amancey községekkel határos.

## Népesség
A település népessége az elmúlt években az alábbi módon változott:
| Lakosok száma | 212  | 193  | 186  | 311  | 313  | 317  | 305  | 284  | 280  | 269  |
|               | 1968 | 1982 | 1990 | 2006 | 2013 | 2015 | 2017 | 2019 | 2020 | 2022 |